# Палата собрания (Ангилья)
Парламент Ангильи (Палата Собрания) — однопалатный законодательный орган. В его состав входят 11 членов[уточнить], 7 членов избираются на пятилетний срок по округам, 2 члена, находящихся в парламенте, в силу того, что они занимают другую должность (Вице-губернатор и генеральный прокурор; ex officio) и 2 члена, назначаемые губернатором после консультации с главным министром и лидером оппозиции. Парламент избирается на срок не более 5 лет. В Ангилье действует многопартийная система.

## История
В 1937 году в Сент-Кристофере-Невисе-Ангильи были проведены первые всеобщие выборы с 70-х годов 19 века, в парламенте находилось 5 членов, избираемые по округам (то есть остров имел своего представителя), Ангилью с 1937 до 1952 представлял один депутат, все избранные парламентарии от территории были беспартийными. 6 октября 1952 года состоялись первые выборы, на которых ни одна часть Сент-Кристофера-Невиса-Ангильи не имела своего представителя, так как теперь кандидаты избирались не отдельно в округах, а в общем по всей территории колонии, число мест увеличили до 8. Впоследствии число мест увеличили до 10, потом сократили до 9, до 1976 года правящей партией была Трудовая партия Сент-Кристофера-Невиса-Ангильи, но с обретением независимости Сент-Кристофером-Невисом-Ангильей в 1967 году, в Ангилье появилось движение за отделение от Сент-Китса и Невиса, была образована Республика Ангилья, которая позже была взята под контроль Великобритании, в 1976 году на территории вступила в силу собственная конституция, после чего были проведены первые отдельные выборы вне состава СКНА, на них избиралось 7 депутатов, правящие партии сменяли друг друга, несколько раз побеждало Объединенное Движение Ангильи (сейчас — Прогрессивное движение Ангильи), позже Национальный Альянс Ангильи, Ангильский единый фронт. Сейчас депутаты избираются по округам.

## Список спикеров Палаты Собрания
| Имя                        | Начало работы | Конец работы | Примечания                      |
| -------------------------- | ------------- | ------------ | ------------------------------- |
| Губернатор Ангильи         | 1982          | 1985         |                                 |
| Атлин Харриган (? — 2005)  | 1985          | 1994         |                                 |
| Лерой Роджерс (1951—2018)  | 1994          | 2005         |                                 |
| Дэвид Карти (? -)          | 2005          | 2010         |                                 |
| Барбара Уэбстер-Борн (? -) | 2010          | 2015         |                                 |
| Лерой Роджерс (1951—2018)  | 11 мая 2015   | 2018         | Умер при нахождении в должности |
| Терри Харриган (? -)       | 2018          | н. в.        |                                 |

Источник:Список спикеров парламента Ангильи

## Партии, когда-либо имевшие представителя в парламенте
| Партия                                                                                      | Наибольшее число мест | Период нахождения в ПС                          |
| ------------------------------------------------------------------------------------------- | --------------------- | ----------------------------------------------- |
| Трудовая партия Сент-Кристофера-Невиса-Ангильи (Рабочая партия)                             | 8 из 8                | 1937 — 1976                                     |
| Объединенное Национальное Движение                                                          | 2 из 10               | 1961 — 1971                                     |
| Народное движение к действиям                                                               | 2 из 9                | 1966 — 1976                                     |
| Партия Реформации Невиса                                                                    | 1 из 9                | 1971 — 1975                                     |
| Народная Прогрессивная партия                                                               | 6 из 7                | 1976 — 1980                                     |
| Объединенное Движение Ангильи (Ангильское прогрессивное движение; Ангильская единая партия) | 6 из 7                | 1976 — 2015                                     |
| Ангильская народная партия (Ангильская демократическая партия)                              | 5 из 7                | 1981 — 2005 (н. в. как Ангильский единый фронт) |
| Ангильский национальный альянс                                                              | 4 из 7                | 1980 — 2005 (н. в. как Ангильский единый фронт) |
| Стратегический Альянс Ангильи                                                               | 2 из 7                | 2005 — 2010                                     |
| Объединенный Фронт Ангильи                                                                  | 6 из 7                | 2005 — н. в.                                    |

## Последние выборы
Последние выборы в парламент прошли в 2015 году.
| Партия                                           | Кол-во голосов | %     | Кол-во мест | +/- |
| ------------------------------------------------ | -------------- | ----- | ----------- | --- |
| Объединенный Фронт Ангильи                       | 4,324          | 54.44 | 6           | ▲4  |
| Объединенное Движение Ангильи                    | 3,039          | 38.26 | 0           | ▼4  |
| Партия демократии, возможностей, расширения прав | 110            | 1.38  | 0           | Нп  |
| Независимые                                      | 470            | 5.92  | 1           | ▲1  |
| Нед./исп.бил.                                    | 46             | -     | -           | -   |
| Всего                                            | 7,989          | 100   | 7           | 0   |
| Зарегистрировано избирателей/явка                | 10,908         | 73.24 | -           | -   |
| Источник: -                                      |                |       |             |     |